# هابلوكانثصور

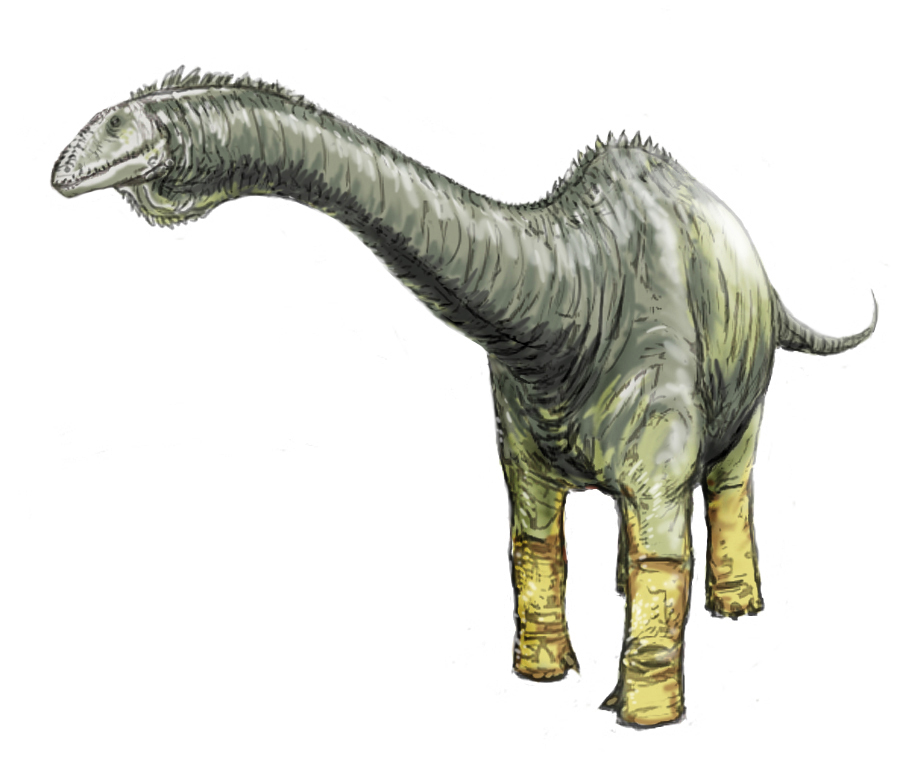
اعادة انشاء إتش دلفساي (H. delfsi)

الهاپلوكانثصورس (Haplocanthosaurus) هو جنس من ديناصورات الصوروبودا، معروف منه نوعين من هياكل عظمية أحفورية غير مكتملة، النوع إتش بريكس (H. priscus)، والنوع إتش دلفساي (H. delfsi) الذي اكتشفه طالب جامعي يدعى إدوين دلفس في كولورادو بالولايات المتحدة الأمريكية، عاش خلال عصر الجوراسي المتأخر (مرحلة الكيمريدجي) منذ 155 إلى 152 مليون سنة مضت، تم العثور على العينتين في طبقة منخفضة جدًا في تكوين موريسون، بجانب أنواع أخرى من الديناصورات مثل الألوصور.